# Тиуанако
Тиуана́ко или Тайпикала (иногда Тиауанако, Тиуанаку, Тиванако, от айм. Tiwanaku) — древний город, духовный и политический центр одноимённой андской цивилизации. Находится в 15 км от южного берега озера Титикака в Боливии. С 2000 года является объектом всемирного наследия ЮНЕСКО.
Впервые город был описан в «Хрониках Перу» испанским историком Педро Сьеса де Леоном.

## Название
Большинство местного населения говорит на аймара (одном из трёх языков индейцев, отдалённо напоминающим язык кечуа), меньшинство на уру (Uru) или на похожем на него чипая (Chipaya). Раньше был распространён исчезнувший в настоящее время язык пукина. Алан Колата считал, что все эти языки были важными в Тиуанако. Название местности на языке аймара было созвучно Тайпикала (Taypikala, Taipikala), что означает «камень в центре», так как местность находилась, по их мнению, рядом с центром мира. Существует мнение, что до этого было название и на языке пукина.

## История
Существует мнение, что Тиуанако был основан в 300 году до н. э., однако недавняя переоценка радиоуглеродных дат показала, что город был основан несколькими веками позже — скорее всего, примерно около 110 года н. э. (50—170 гг.).
Считается, что в доколониальной Боливии уже во II—IX вв. Тиуанако был крупнейшим городом региона Центральных Анд и центром государства Пукина. В то время город занимал примерно 6 км² и имел 40 тыс. жителей. Приблизительно в 1180 году город был покинут обитателями после разгрома Пукина племенами колья (аймара).
После угасания государственности Пукина Тиуанако, её важный центр, продолжал играть важную роль в мифологии инков. Они считали Тиуанако местом, откуда были родом их первый легендарный правитель сапа инка Манко Капак и его сестра и супруга Мама Окльо. Это свидетельствует в пользу гипотезы о происхождении исторических инков (то есть связанной кровным родством знати государства Тауантинсуйу) из региона Тиуанако.
Тиуанако занимает большое место в легендах и верованиях современного народа аймара.

## Строения
Некоторые исследователи датируют древнейшие руины периодом между 200 годом до н. э. и 200 годом н. э., главные строения — периодом между 600 и 1000 годами н. э.

## Фотогалерея
- Врата солнца
- Ворота и лестница храма Каласасайя
- Статуя в Тиуанако
- Первая часть книги «Хроника Перу», впервые описывающая руины Тиауанако (1553)